# Ett litet rött paket (TV-serie)
Ett litet rött paket är en svensk TV-serie i fyra avsnitt från 1999. Varje avsnitt var fristående och regisserades av olika personer.

## Avsnitt
| Nr | Titel                 | Regi                            | Manus             | Originalvisning |
| --- | --------------------- | ------------------------------- | ----------------- | --------------- |
| 01 | "För kärleks skull"   | Charlotte Sachs Bostrup         | Ulrika Kolmodin   | 11 oktober 1999 |
| Jenny börjar ett dygn innan bröllopet med Staffan att tvivla. Varför gifter hon sig, vems idé var det med frackbröllop och måste man bli vuxen och bilda familj? Roller - Fanny Risberg – Jenny - Ulf Friberg – Staffan - Bergljót Árnadóttir – Sonja - Anita Wall – Solbritt - Mathias Henrikson – Sten-Åke - Fredrik Meyer – David - Rebecka Englund – Helena - Gunilla Abrahamsson – Solbritt - Rune Hallberg - Ollie Olson – busschaufför - Torsten Wahlund |                       |                                 |                   |                 |
| 02 | "Drömmen om Elin"     | Anders Skog                     | Tomas Tivemark    | 18 oktober 1999 |
| Jesper är 25 år och arbetar i sin vän Johns videoaffär. Film är hans stora intresse och passion och ur filmens värld hämtar han inspiration till sin starka inlevelseförmåga. Den suddar ut gränsen mellan fantasi och verklighet. Roller - Shanti Roney – Jesper Olsén - Anna Björk – Elin Klingvall - Birgitte Söndergaard – Kristine - Stefan Gödicke – John - Sophie Tolstoy – Eva - Rebecka Englund – Helena - Per Burell - Henrik Dahl - Lennart Jähkel - Ulf Larsson – sig själv - Anneli Martini - Tomas Norström - Peter Palmér - Mladen Puric - Marie Robertson - Ted Åström - Michael Granebjer – extra  |                       |                                 |                   |                 |
| 03 | "Brustna hjärtan"     | Mikael Marcimain                | Tomas Tivemark    | 25 oktober 1999 |
| Avsnittet är ett triangeldrama om den unga Tove som kommer från landsbygden till Stockholm för att arbeta på café. Snart befinner hon sig i två kärlekshistorier, med den rullstolsbundne caféägaren Oliver och hans lillebror Niklas. Roller - Minna Treutiger – Tove - Richard Tankred – Niklas - Jacob Ericksson – Oliver - Eva Bysing – Karin - Jens Hultén – Svante - Jan Holmquist – Erik, Toves far - Elisabeth von Gerber – Britt - Rebecka Englund – Helena - Daniel Gustavsson - Patrik Larsson - Maria Lindström - Olle Olson – taxichaufför - Henrik Rafaelsen - Johan Svangren                         |                       |                                 |                   |                 |
| 04 | "Tredje gången gillt" | Simon Kaijser, Charlotte Lesche | Pernilla Oljelund | 1 november 1999 |
| Mia anser att hon borde älska sin man Anders eftersom de är gifta, men han kan inte låta bli att älska också vid sidan om. En dag tar Mias förvirrade farmor Nea med sig en okänd man till släktmiddagen. Han heter Johan och har en mycket speciell inverkan på olyckliga fruar och hundar. Roller - Gunilla Paulsen – Mia - Brasse Brännström – Mias pappa - Ramses Del Hierro Ericstam - Suzanne Ernrup – Gunnel - Per Holmberg - Barbro Kollberg – mormor - Steve Kratz – Johan Norell - Daniel Larsson - Olle Olson – taxichaufför - Boman Oscarsson – Anders - Margareta Pettersson - Lena Strömdahl – Louise |                       |                                 |                   |                 |